# Percus corsicus
Percus corsicus es una especie de escarabajo del género Percus, familia Carabidae. Fue descrita científicamente por Audinet-Serville en 1821.
Se distribuye por Francia (isla de Córcega). Mide 19 milímetros de longitud.